# Allied Democratic Forces
Die Allied Democratic Forces (französisch Forces démocratiques alliées, abgekürzt ADF oder ADF-Nalu) ist eine vormalige Guerillaorganisation, die 1995 als oppositionelle Gruppierung gegen den ugandischen Präsidenten Yoweri Museveni im Westen Ugandas gegründet wurde und heute in der Demokratischen Republik Kongo als Terrororganisation Anschläge verübt.

## Geschichte

### Gründung
Die ADF entstand 1995 im Westen Ugandas als Zusammenschluss mehrerer Rebellengruppen, darunter die National Army for the Liberation of Uganda (NALU), die Uganda Muslim Liberation Army (UMLA) und das Allied Democratic Movement, und gewaltbereiten Mitgliedern der Missionsbewegung Tablighi Jamaat. Die zentrale Figur der Gruppe war Jamil Mukulu, ein zum Islam konvertierter ehemaliger Christ, die Mitglieder stammten vornehmlich aus der Hauptstadt Kampala, Iganga und Masaka. Die Ideologie der Gruppe bestand aus der Selbstdarstellung als religiöse Kreuzfahrer, die Widerstand gegen die Diskriminierung der Tablighi Jamaat durch die ugandische Regierung ausüben. Die ADF erhielt Unterstützung durch den sudanesischen Geheimdienst.

### Aktionen vor 2000
Das Hauptaktionsgebiet der ADF war zunächst das Ruwenzori-Gebirge, wo die Gruppe die Zivilbevölkerung terrorisierte, um sie aus den Bergen ins Tal zu vertreiben. Die ADF wird verdächtigt, 1998 zwei Bombenanschläge auf Restaurants in Kampala verübt zu haben, bei denen fünf Personen starben und sechs weitere verletzt wurden. In diesem Jahr starben bei Aktionen der Gruppe in Westuganda hunderte Menschen, viele weitere wurden entführt. Am 8. Juni 1998 verübten die Rebellen in der Technischen Hochschule Kichwamba ein Massaker, bei dem 80 Studenten lebendig in ihren Schlafsälen verbrannten, hundert weitere wurden entführt. Die NALU reklamierte außerdem drei Bombenanschläge auf Busse im August für sich, bei denen 30 Menschen starben.
Im Jahr 1999 begingen die ADF-Milizionäre zahlreiche Angriffe, bei denen hunderte Zivilisten getötet, teils verstümmelt und enthauptet wurden. Weitere Personen wurden entführt und als Mitglieder zwangsrekrutiert, darunter auch Kinder. Aufgrund der Sicherheitslage mussten internationale Hilfsorganisationen ihre Arbeit mehrfach unterbrechen und sich aus der Region zurückziehen, wodurch die humanitäre Lage verschlechtert wurde und es zu Cholera-Ausbrüchen kam.

### Konflikt auf niedrigem Level ab 2000
In den 2000er Jahren wich die ADF von ihrem ursprünglichen Ziel ab, einen islamischen Staat zu errichten, ihre Anhänger mieden öffentliche Auftritte und Propaganda, desertierte Mitglieder wurden hart bestraft. Die Gruppe wurde von der ugandischen Armee 2002 aus Uganda vertrieben und operiert seither in der Demokratischen Republik Kongo.
Bei Kämpfen zwischen den Rebellen und der ugandischen Armee starben 2007 in den Distrikten Bundibugyo und Mubende 46 ADF-Kämpfer. Laut den Streitkräften wurden dabei außerdem Waffen und Dokumente beschlagnahmt, die eine Verbindung zwischen der ADF und der Lord’s Resistance Army, einer anderen ugandischen Rebellenorganisation, nahelegen.
Ab Mai 2008 fanden in Nairobi Friedensverhandlungen zwischen der Regierung Ugandas und der ADF statt, die durch die gespaltene Führung der ADF erschwert wurden. Nichtkombattante ADF-Mitglieder wurden infolgedessen durch die Internationale Organisation für Migration nach Uganda zurückgeführt und mindestens 48 Kämpfer, die sich ergaben, erhielten eine Amnestie. Seit der verringerten Aktivität der Lord’s Resistance Army in der Demokratischen Republik Kongo konzentrieren sich die im Kongo sich aufhaltenden ugandischen Streitkräfte auf die Bekämpfung der Allied Democratic Forces.

### Radikalisierung 2013
Im April 2013 wurde bekannt, dass die ADF eine erneute Rekrutierungskampagne in Uganda gestartet hatte und einen Zuwachs von täglich durchschnittlich zehn neuen Kämpfern erhielt. Im Juli des Jahres verwickelte die ADF die kongolesische Armee in Beni in offene Auseinandersetzungen, wobei sie für kurze Zeit mehrere Dörfer angriffen und zwei einnahmen, mehr als 60.000 Menschen flüchteten in der Folge von Beni in den ugandischen Distrikt Bundibugyo.
Am 13. und 14. Dezember 2013 überfielen Kämpfer der ADF-Nalu zwei Dörfer und töteten mindestens 21 Menschen. Unter den Opfern waren Kinder, die teilweise vergewaltigt und enthauptet wurden.
Am 17. Oktober 2014 starben durch einen Angriff der ADF in Mwalika, Bundiguya und Eringeti in der Provinz Nord-Kivu rund 20 Frauen und Kinder. Rund 20.000 Blauhelmsoldaten (siehe MONUSCO) sind in der Demokratischen Republik Kongo stationiert. Drei Tage zuvor starben in den Ortschaften Ngadi und Kadu mehr als 20 Menschen.

### Spaltung der Gruppe
Ab 2017 stellte die ADF Verbindungen zum Islamischen Staat (IS) her, 2019 schwor Musa Baluku dem IS die Treue. Die meisten Kämpfer schlossen sich Baluku an, aber ein Teil der Gruppe, bestehend aus Mukulu-treuen Kämpfern, spaltete sich ab.
Im Januar 2020 eroberte Kongos Armee in den Bergen an der Grenze zu Uganda das ADF-Hauptquartier „Medina“, benannt nach der heiligen Stadt in Saudi-Arabien. Laut Armee wurden dabei über 40 ADF-Kämpfer und fünf Kommandeure getötet. Die Soldaten fanden Gebetbücher auf Arabisch. „Die ADF gibt es nicht mehr“, erklärte der neue ADF-Anführer Musa Baluku im September 2020 in einem Video. „Wir sind jetzt die Zentralafrikanische Provinz, eine von zahlreichen Provinzen des Islamischen Staates, der vom Kalifen und Führer aller Muslime regiert wird“. Seit März 2021 wird die ADF von der Regierung der Vereinigten Staaten als Terrororganisation eingestuft, die zusammen mit islamistischen Rebellen in Mosambik den Islamischen Staat – Provinz Zentralafrika (ISCAP) bildet. Diesen rief der IS 2018 aus, die "Provinz" soll sich von Somalia über Mosambik bis zum Kongo erstrecken.

## Finanzielle Unterstützung
Laut einem Bericht einer UN-Expertengruppe von 2023, die die Einhaltung des Waffenembargos gegen die bewaffneten Gruppen in der Demokratischen Republik Kongo überwacht, unterstützt ein afrikaweites Netzwerk die ADF finanziell und logistisch. Die zunächst rein lokal agierende ugandische Miliz habe sich im Laufe der Zeit internationalisiert. Nachgewiesene Kontakte und Finanzströme erstrecken sich von Somalia über Mosambik und Südafrika bis in Kongos Hauptstadt Kinshasa. Dabei werden hohe Summen innerhalb Afrikas transferiert. Laut den UN-Ermittlern wurden zwischen 2019 und 2020 rund 400.000 Dollar vom IS in Somalia über Südafrika, Mosambik, Tansania, Kenia und Uganda zur ADF in Kongo übermittelt. Involviert in diese Transaktionen sind Somalis, Ugander, Äthiopier und Kenianer. Sie nutzen das islamische Geldüberweisungssystem Hawala oder Transferanbieter wie Mama Money oder Selpal.

## Verwicklung ins Ausland
Laut einer Recherchegruppe der Universität New Yorks wurde die ADF zumindest einmalig von Waleed Ahmed Zein finanziert, einem Sponsor des Islamischen Staats. Die MONUSCO bezichtigte die ADF, Kontakte und Verbindungen zu internationalen Terrororganisationen wie der al-Qaida, al-Qaida im Maghreb, al-Shabaab, Boko Haram, Hisbollah und den Taliban zu unterhalten; was die Washington Post und das „World Policy Institute“ jedoch als unglaubwürdig einstufen.